# Переслегино (Тверская область)
Пересле́гино — деревня в Торжокском районе Тверской области. Относится к Сукромленскому сельскому поселению. До 2006 года входила в состав Альфимовского сельского округа.

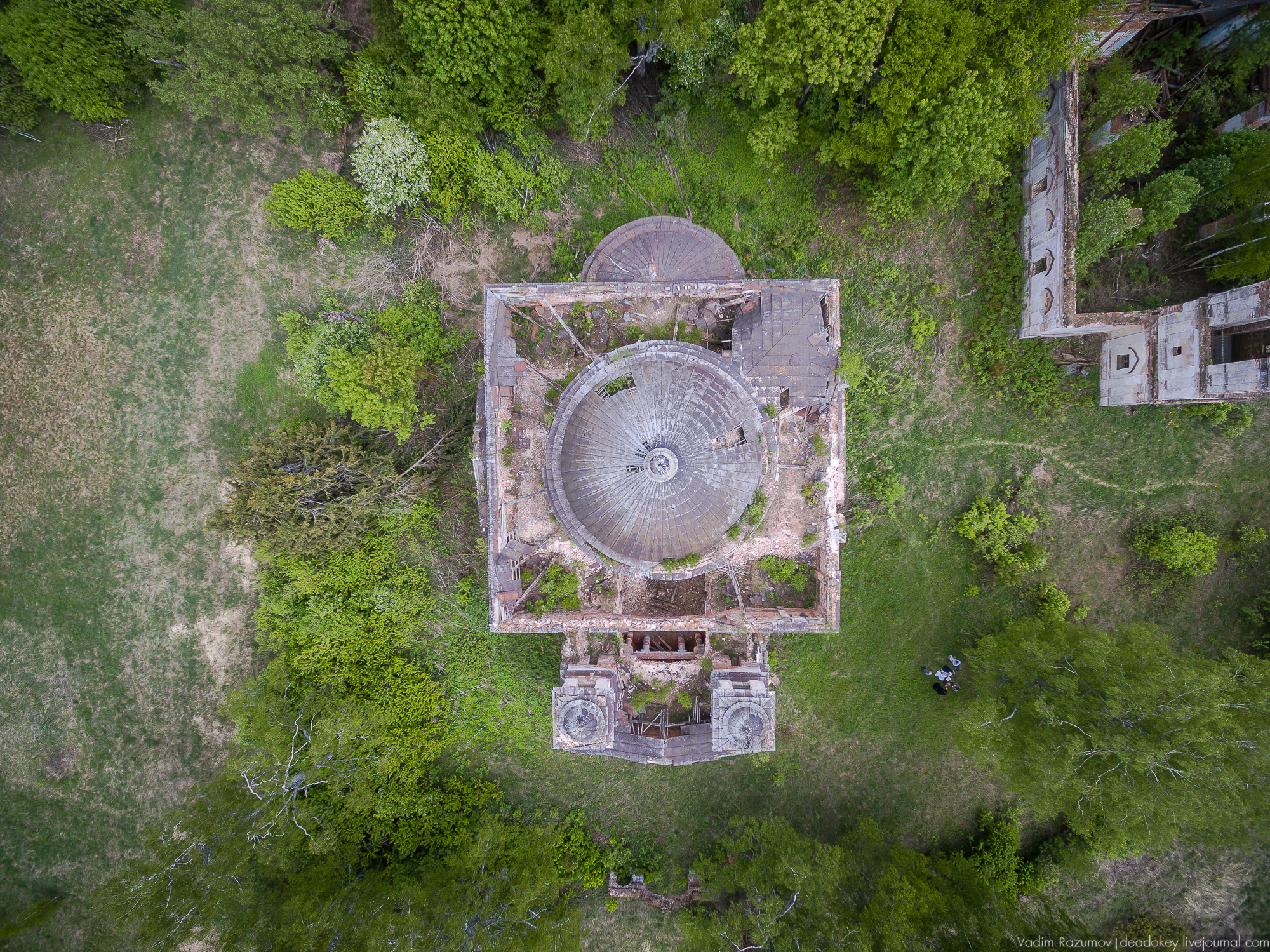
Состояние храмового комплекса на май 2017 г.

Расположена на реке Рачайне в 26 км к югу от города Торжка. Через деревню проходит автодорога «Сукромля—Высокое», к которой примыкает автодорога «Мошки — Булатниково—Переслегино». В деревне — мост через Рачайну. На северо-западе деревня граничит с территорией села Загорье. Значимой достопримечательностью является храмовый комплекс церквей Петра и Павла (1789) и Александра Невского (1836). С 2017 г. в комплексе проходят обучающие занятия-экскурсии для студентов Московского Свято-Тихоновского Гуманитарного университета.

## История
С конца XVIII века Переслегино и соседним селом Загорье владеют Полторацкие.
В 1859 году во владельческом сельце Переслегино 27 двора, 257 жителей. Церковь, ярмарка.
В конце XIX-начале XX века деревня Переслегино относилась к Загорскому приходу Сукромлинской волости Новоторжского уезда Тверской губернии. В 1884 году в деревне 59 дворов, 325 жителей.
Во время Великой Отечественной войны немецкие войска были остановлены в октябре 1941 года в 1,5 км южнее деревни (деревня Карцово была оккупирована). Два месяца (конец октября-конец декабря 1941 года) деревня была прифронтовой.
В Переслегино (в ОБД Мемориал относится к Загорью, номер в ВМЦ — 69-647) — братская могила советских воинов, всего похоронено 185 чел. (1941—1943), из них известны 102.
В 1997 году — 30 хозяйств, 56 жителей. Отделение колхоза «Заветы Ленина».

## Население

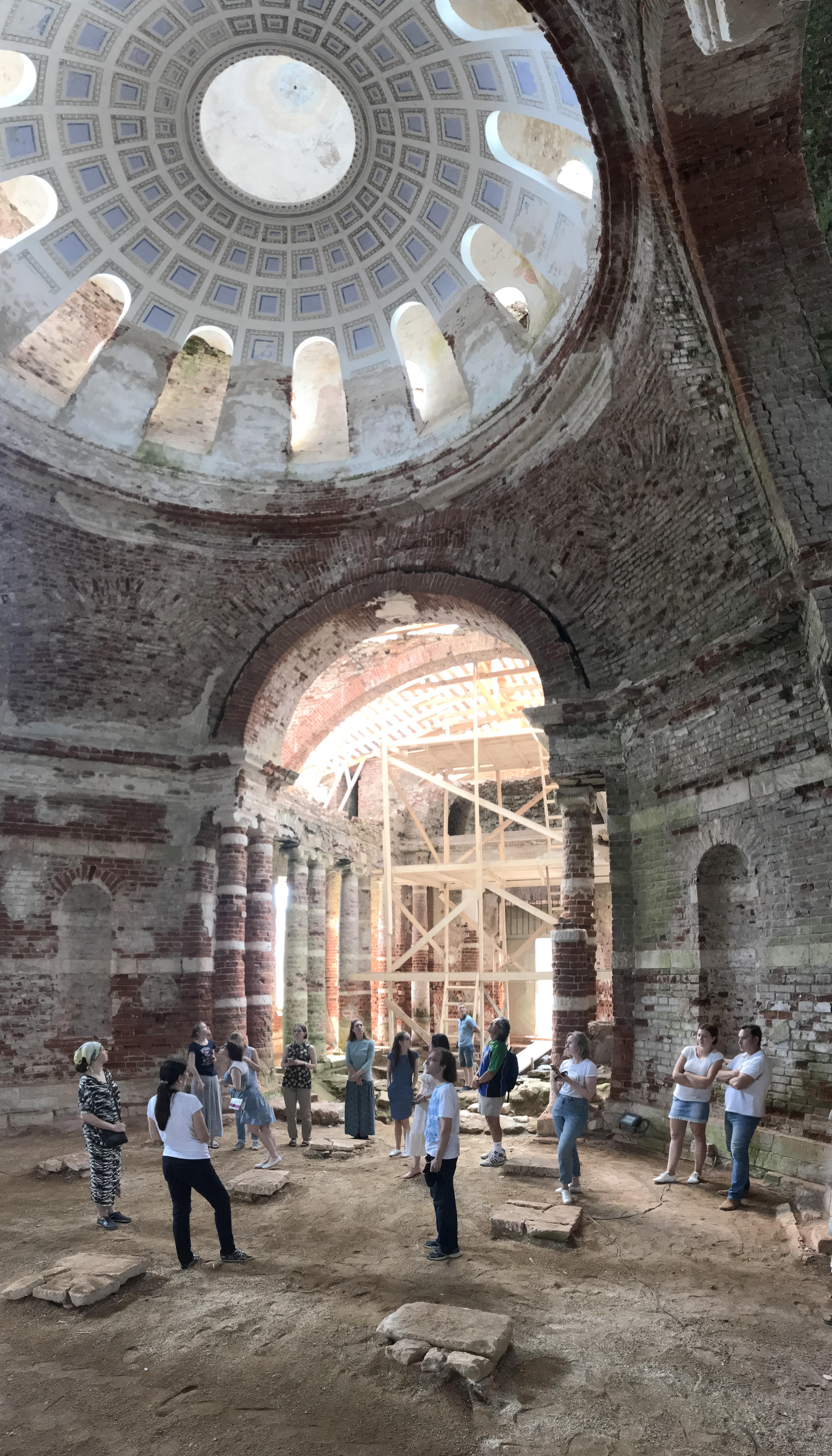
Студенты в храме Петра и Павла (1789) после консервации Академией Венчурной Филантропии, август 2017 г.

Население по переписи 2002 года — 47 человек, 23 мужчины, 24 женщины.
На начало 2008 года население — 46 жителей.
| 2010 |
| ---- |
| 33   |